# Franco Berardelli
Franco Berardelli (Roma, 11 maggio 1908 – Roma, 10 marzo 1932) è stato un poeta italiano.

## Biografia
Il padre, Anton Giulio, magistrato di Cassazione, era originario di Martirano in Calabria; la madre, la marchesa Ada de Cinque Quintili, era romana. A Roma, Berardelli intraprese gli studi presso il Collegio Francese di San Leone Magno; a undici anni passò al Collegio Nazionale Galluppi di Catanzaro, dopo aver vissuto tra Martirano e Mogadiscio dove il padre per un lungo periodo fu capo di Giustizia in Somalia. A diciassette anni, nel 1925 conseguì la Maturità classica. Nell'ottobre dello stesso anno raggiunse a Roma i familiari, rientrati dalla Somalia, e si iscrisse alla Facoltà di giurisprudenza.
Nel frattempo aveva cominciato a scrivere poesie. Tradusse in versi Saffo, Tibullo e Catullo, Euripide, ma soprattutto autori di lingua inglese: Keats, Shelley, Longfellow e altri. Commemorò Luigi Siciliani e collaborò a giornali e riviste come "Cronaca di Calabria","La Donna Italiana" e "Nosside". In questo periodo il poeta avvertì le prime avvisaglie della tubercolosi che lo condurrà precocemente a morte. Nel 1926 soggiornò presso il sanatorio Umberto I di Prasomaso, nel comune di Tresivio (Sondrio), dove il poeta ebbe una ripresa; durante il soggiorno in sanatorio scrisse liriche che appariranno postume nella raccolta L'altra cosa bella. Ritornato a Roma, nel 1929 a Genzano subì una ricaduta. Su suggerimento medico si recò nelle Marche, ad Arcevia. Morì il 10 marzo 1932, a soli ventiquattro anni di età.

## La poetica
La prima educazione letteraria del giovane Berardelli è classica. Le prime composizioni in versi risalgono al periodo del liceo Galluppi a Catanzaro: composte dai dodici e quindici anni di età, saranno ripudiate più tardi dal poeta. Alcune liriche della raccolta Voci nella notte furono pubblicate sul giornale letterario Il Capriccio di Milano nel 1924. L'incontro con i poeti di lingua inglese avviene tramite la lettura dei Canti Perfetti di Luigi Siciliani. I poeti, Carducci, Siciliani, Pascoli, D'Annunzio e Gozzano lo influenzano nella solida costruzione metrica dei versi, nella cadenza, ma non nella poetica.
La raccolta L'altra cosa bella venne pubblicata postuma nel 1963 a cura di Salvatore Foderaro; è composta per quasi tre quarti da poesie apparse su riviste e giornali nel periodo che va dal 1926 al 1932. Il titolo della raccolta è estrapolato da un verso della poesia Convito di Guido Gozzano: «Fratello triste, cui mentì l'Amore / che non ti menta l'altra cosa bella!».